# تسخیر ناپذیران (آلبوم)
تسخیر ناپذیران (انگلیسی: Untouchables) پنجمین آلبوم استودیویی گروه نیو متال آمریکایی کورن است. این آلبوم به‌طور رسمی در ۱۱ ژوئن ۲۰۰۲ (۲۱ خرداد ۱۳۸۱) منتشر شد و دارای تک آهنگ برنده گرمی " اینجا برای ماندن " بود. تسخیر ناپذیران با فروش ۴۹۵٬۹۹۱ نسخه در هفته اول، در رتبه دوم بیلبورد ۲۰۰، پس از آلبوم نمایش امینم از امینم، قرار گرفت. این آلبوم نقدهای مثبتی از سوی منتقدان موسیقی دریافت کرد، به طوری که در ۱۱ ژوئیه ۲۰۰۲ گواهی پلاتین دریافت کرد، و حداقل ۱٫۴ میلیون نسخه در ایالات متحده فروخت.

## فهرست آهنگ‌ها
همه آهنگ‌ها توسط کورن نوشته شده‌است.
| شماره      | نام                                                                       | مدت   |
| ---------- | ------------------------------------------------------------------------- | ----- |
| ۱.         | «Here to Stay»                                                            | ۴:۳۱  |
| ۲.         | «Make Believe»                                                            | ۴:۳۷  |
| ۳.         | «Blame»                                                                   | ۳:۵۱  |
| ۴.         | «Hollow Life»                                                             | ۴:۰۹  |
| ۵.         | «Bottled Up Inside»                                                       | ۴:۰۰  |
| ۶.         | «Thoughtless»                                                             | ۴:۳۲  |
| ۷.         | «Hating»                                                                  | ۵:۱۰  |
| ۸.         | «One More Time»                                                           | ۴:۳۹  |
| ۹.         | «Alone I Break»                                                           | ۴:۱۶  |
| ۱۰.        | «Embrace»                                                                 | ۴:۲۷  |
| ۱۱.        | «Beat It Upright»                                                         | ۴:۱۵  |
| ۱۲.        | «Wake Up Hate»                                                            | ۳:۱۲  |
| ۱۳.        | «I'm Hiding»                                                              | ۳:۵۷  |
| ۱۴.        | «No One's There" - "Here to Stay (T-Ray's Mix)» (ترک پنهان در نسخه محدود) | ۹:۲۴  |
| مجموع مدت: | مجموع مدت:                                                                | ۶۵:۰۰ |

ا

## اعضا
کورن
- جاناتان دیویس – خواننده
- رجینالد «فیلدی» آرویزو – گیتار بیس
- جیمز «مانکی» شفر - گیتار لید و ریتم
- برایان «هد» ولش - گیتار لید و ریتم
- دیوید سیلوریا – درامز